# Como Karim
Die Sprache Como Karim (ISO 639-3: cfg; auch asom, chomo, kinzimba, kirim, kiyu, nuadhu, shomo karim, shomoh, shomong) ist eine platoide Sprache, die von insgesamt 11.400 Personen (Stand 2000) im nigerianischen Bundesstaat Taraba in den Lokalen Regierungsarealen Jalingo und Karim Lamido gesprochen wird.
Die Sprache Como Karim zählt zu den jukunoiden Sprachen [jukd] und zu deren Untergruppe Wurbo, zu denen auch Jiru [jrr] und Tita (Sprache) [tdq] zählen. Die Sprachen Schoo-Minda-Nye [bcv], Jiru [jrr] und Jessi werden auch Bakula genannt.